# كارلوس خواريز
كارلوس خواريز (بالإسبانية: Carlos Juárez)‏ (ولد عام 1916 في لاباندا – ومات عام 2010 في سانتياغو ديل إستيرو) سياسي أرجنتيني، كان نائبا في البرلمان وحاكما لمقاطعة سانتياغو ديل إستيرو خمس مرات.
درس القانون ثم عمل بالمحاماة. وانتخب في عام 1948 للمرة الأولى حاكما لمقاطعة سانتياغو ديل إستيرو وظل في منصبه أربع سنوات حتى عام 1952. ثم انتخب عضوا في البرلمان الأرجنتيني. وحين قام الجنرال فيديلا بانقلاب عسكري، تم نفيه إلى المكسيك ثم إلى إسبانيا.
ثم عاد إلى البلاد بعد انتهاء الحكم العسكري، وانتخب عدة مرات لمنصب حاكم مقاطعة سانتياغو ديل إستيرو.